# Tantrakring
Een tantrakring is een bijeenkomst van tantrics (tantra-beoefenaars). Een tantrakring bestaat doorgaans uit een gelijk aantal mannen en vrouwen en wordt voorgezeten door een tantriki. Deze persoon is tevens de energiedrager en bestaat doorgaans uit maximaal 12 personen. Als er meerdere personen participeren, zijn er meerdere energiedragers, doch een persoon die de bijeenkomst voorzit. De tantrakring is afkomstig uit de Indiase varianten van tantra.

## Opbouw van een kring

#### meditatie
Een tantrakring kent een vaste structuur. Na binnenkomst is er eerst een ontmoeting met alle beoefenaars en zal de tantriki uitleg geven. Vervolgens gaat iedereen om en om in een cirkel zitten en wordt de tantrakring opgebouwd. Men gaat ervan uit dat de linkerhand de gevende en de rechterhand de ontvangende hand is. Middels meditatietechnieken en het vasthouden van elkaars handen zou de energie met de klok mee circuleren.

#### ontmoeten
Binnen de tantra is de vrouw altijd de leidende persoon. Het is nu aan de vrouwen om de mannen te gaan ontmoeten door tegenover een man plaats te nemen. Om de paar minuten wisselen de vrouwen van plaats zodat ze aan het einde tegenover elke man gezeten hebben. Aan het einde van dit ontmoeten dient de vrouw haar partner voor de avond te kiezen.

#### sessie
De rest van de tantrakring wordt ingevuld met oefeningen bestaande uit meditatie, yoga of massage. Deze oefeningen worden aangereikt door de tantriki.

#### afsluiting
Aan het eind van de kring wordt er afgesloten en vindt er een kort nagesprek plaats.